# 马中平
马中平（1950年—），男，陕西绥德人，中华人民共和国政治人物。

## 生平
1968年，文化大革命期间，他在陕西省汉中市新铺公社担任知青，随后在航空部521厂工作，历任副工程师、厂长。1991年，担任陕西省经委重工处处长等。随后升任陕西省渭南市委常委、副市长、市长、市委书记。2002年，升任为陕西省委宣传部长等职。2008年1月，任陕西省政协主席。2016年1月，到龄卸任陕西省政协主席一职。2018年1月，当选第十三届全国政协委员。